# Jacob Bach (Musiker)
Jacob Bach, genannt der Ruhlaer Bach (* 1655 in Wolfsbehringen bei Eisenach; † 1718 in Ruhla), war ein deutscher Musiker und Kantor aus der Familie Bach. Er war der Vater des Komponisten und Malers Johann Ludwig Bach.

## Familie
Jacob Bach war der Sohn des Bauers Wendel Bach (1617–1682), dem jüngsten Sohn von Philippus „Lips“ Bach († 1620), einem weiteren Sohn Veit Bachs.
Aus seiner ersten Ehe mit Anna Marthe Schmidt († 1677), die er 1674 geheiratet hatte, stammte Johann Ludwig. Aus seiner zweiten Ehe stammten Nicolaus Ephraim (1690–1760) und Georg Michael (1701–1771).

## Werdegang
Sein Vater Wendel erkannte früh, dass sein Sohn sehr begabt war. Er fiel vor allem durch seine schnelle Auffassungsgabe auf. Ab 1669 ließ Wendel Jacob die Lateinschule in Eisenach und ab 1671 die Lateinschule in Gotha besuchen. Dort wurde er auch im Instrumentenspiel und in Komposition unterrichtet. 18-jährig floh er mit seiner Geliebten Anna Marthe nach Mühlhausen und heiratete sie dort. Beim Stadtorganisten ließ er sich weiter ausbilden, doch als Lehrling konnte er nicht für seine Frau sorgen. So musste sie zurück zu ihren Eltern. Aus Geldnot trat Jacob in die Armee des Herzogs Johann Georg I. ein, kaufte sich aber nach kurzer Zeit frei und trat eine Stelle als Schulmeister in Thal an und holte seine Frau zu sich. 1677 starb sie. Danach arbeitete Jacob als Schulmeister in Steinbach und Wasungen, bis er in Ruhla als Kantor angestellt wurde. Er ermöglichte seinem Sohn Johann Ludwig eine gute Schulausbildung und ein Theologiestudium. 1718 starb er in Ruhla.